# Kastell Echzell

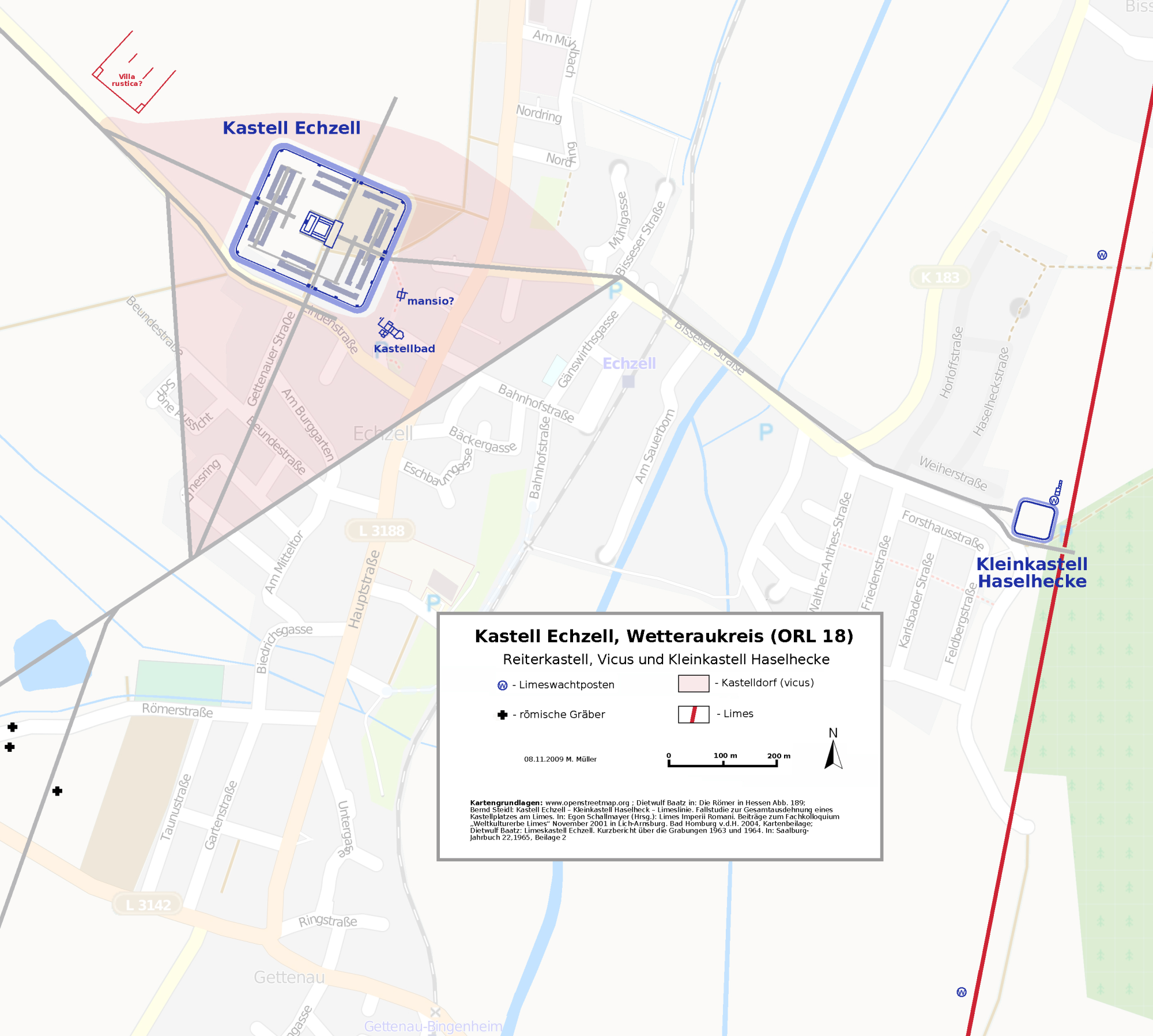
Lage und Grundriss

Als Kastell Echzell wird ein römisches Militärlager am nordwestlichen Rand des Dorfes Echzell im Wetteraukreis in Hessen bezeichnet. Es wurde um 90 n. Chr. erbaut und diente bis 260 römischen Auxiliartruppen als Militärstützpunkt zum Schutz des Obergermanischen Limes in der Wetterau. Nur im 3. Jahrhundert ist als Einheit die Ala I Indiana Gallorum bekannt. Die Größe des Lagers macht es aber wahrscheinlich, dass hier eine Kohorte zusammen mit einer 500 Mann starken Reitereinheit (Ala quingenaria) stationiert war. Das Kastell gehörte damit neben dem Kastell Friedberg und den zeitlich vorausgehenden Lagern von Nida-Heddernheim zu den bedeutendsten Truppenstandorten am Wetterau-Limes.

## Lage
Das Kastell lag nordwestlich am Ortsrand von Echzell, rund 1,3 km westlich vom Limeswall entfernt. Östlich des Limes befanden sich die weiten Waldgebiete des Vogelsberges. Es lag hochwasserfrei auf einer flachen, lössbedeckten Anhöhe westlich der Horloff-Niederung. Die Entfernung zum Kohortenkastell Ober-Florstadt beträgt rund acht Kilometer. Beide Kastelle lagen etwas hinter dem Limes, weshalb wahrscheinlich ein Großteil der Überwachung von den zahlreichen Kleinkastellen an der Strecke wie dem Kleinkastell Auf der Burg, Kleinkastell Haselheck, Kleinkastell Lochberg und dem Kleinkastell Staden übernommen wurde. Das Tal der Horloff, die bei Florstadt in die Nidda mündet, wird für die Lage der Kastelle ausschlaggebend gewesen sein. Der Limes verläuft entlang eines Höhenzuges östlich der Horloff und durchquert südlich von Echzell stark hügeliges Gelände.
Westlich schließen sich weite Ebenen der fruchtbaren Wetterau an, für die ab dem Beginn des 2. Jahrhunderts n. Chr. eine dichte Besiedlung durch Villae rusticae nachweisbar ist. In der Neuzeit wurde in der Region Braunkohle im Tagebau gefördert, weshalb hier stellenweise die Landschaft überformt wurde und römische Fundstellen verloren gingen, darunter große Teile des südwestlich gelegenen Gräberfelds.

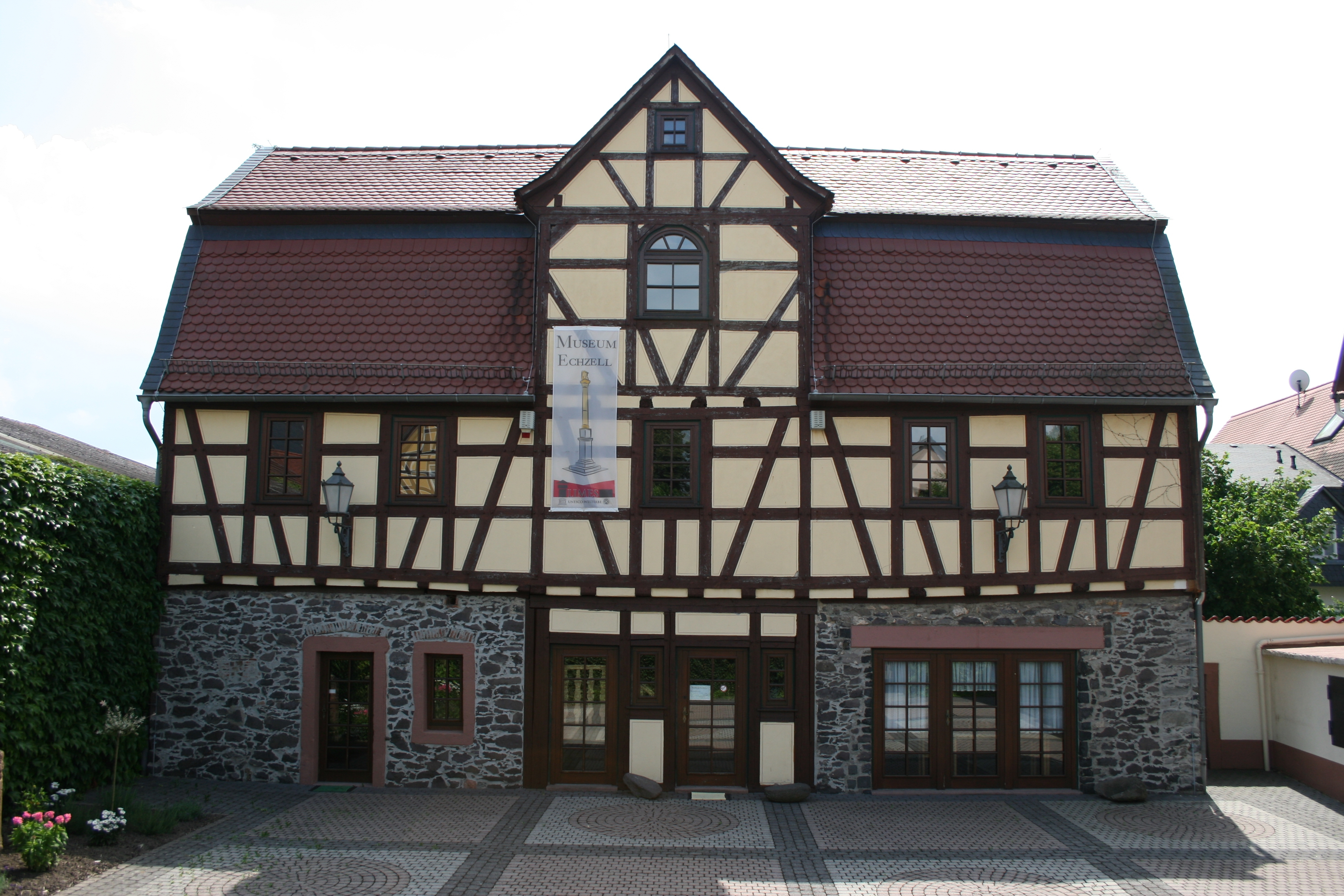
Heimatmuseum Echzell

Grundriss des Nordtores

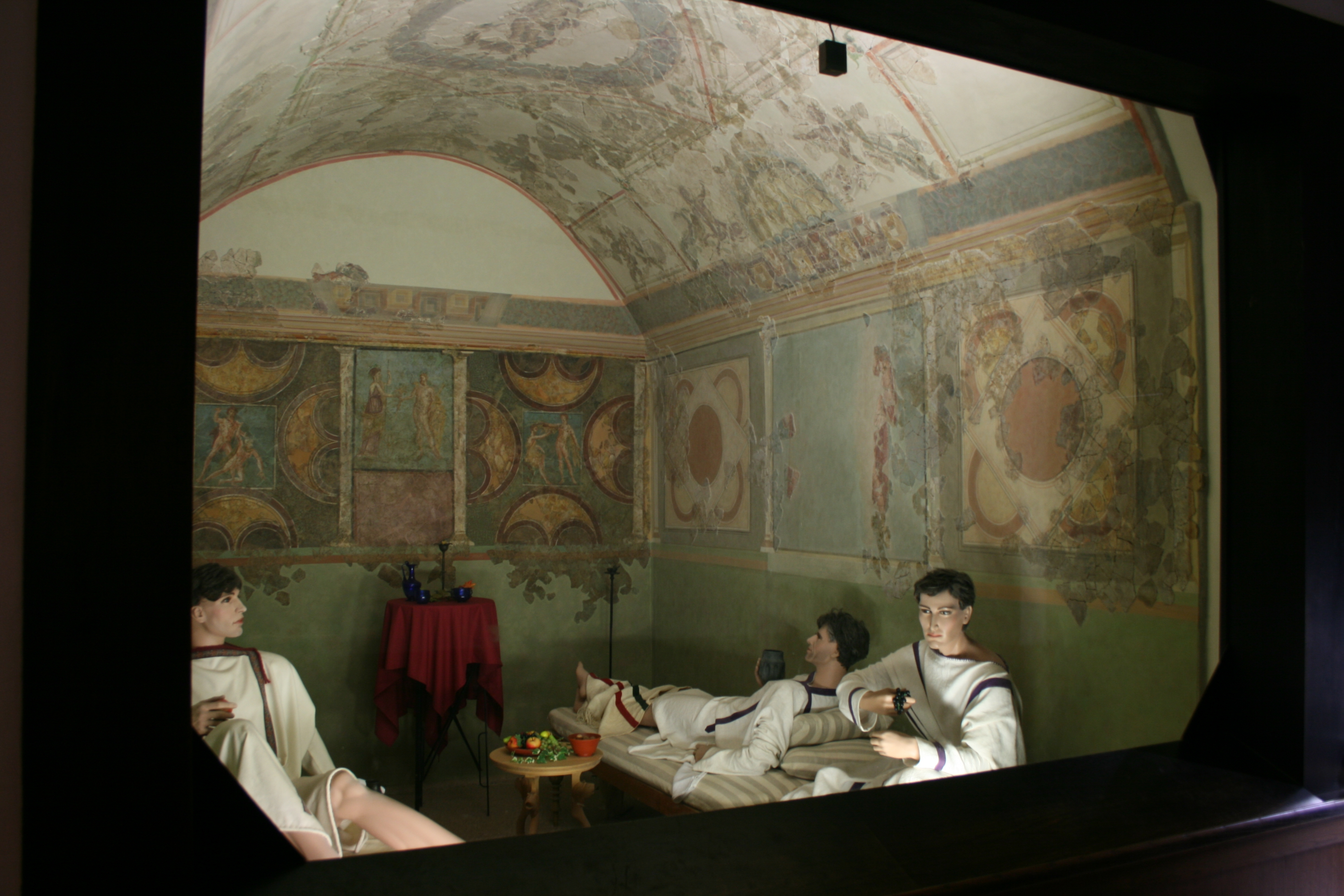
Rekonstruierte Wandmalereien aus der Echzeller Offizierswohnung im Saalburgmuseum

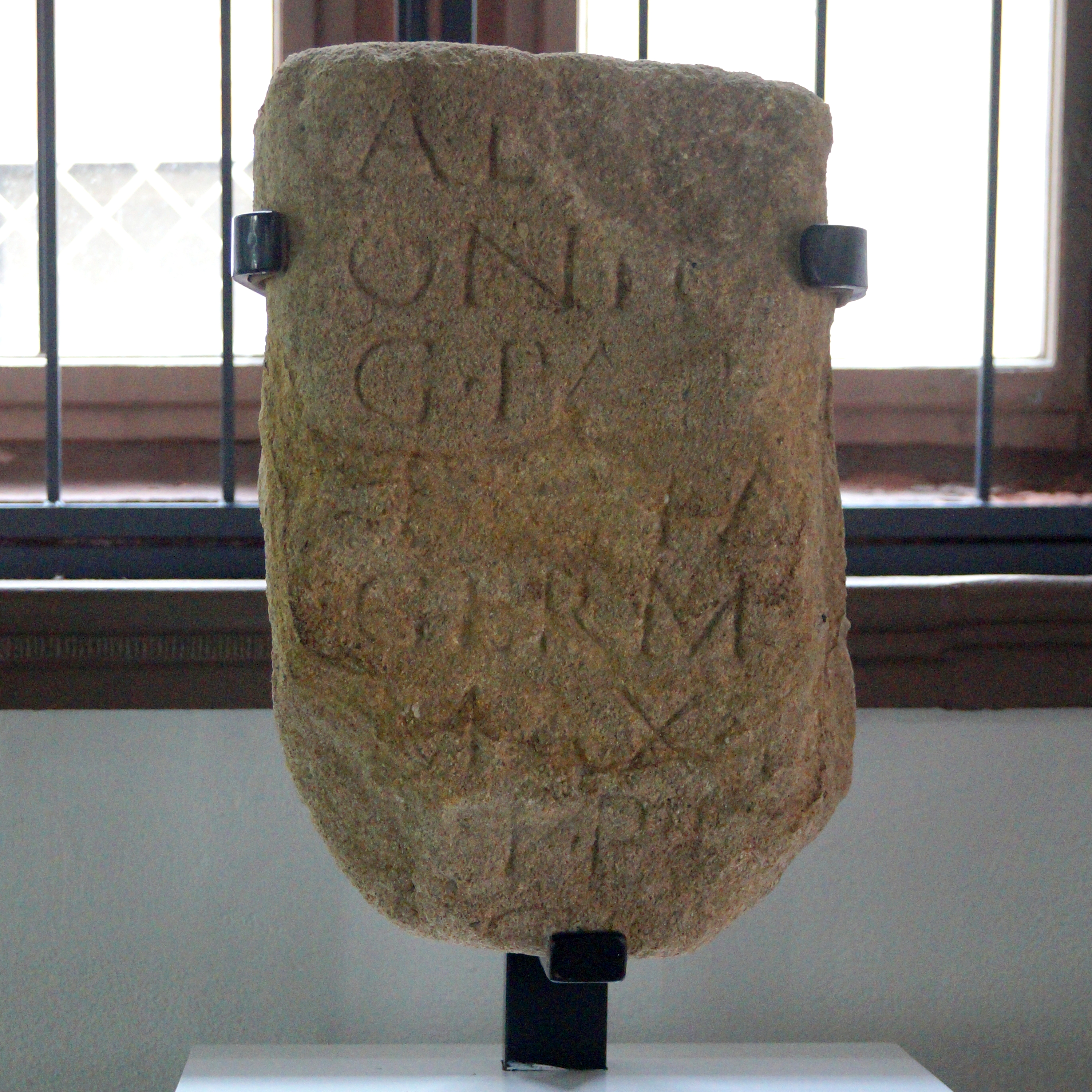
Fragment einer Ehreninschrift für Caracalla und Iulia Mamaea, Ausstellung im Heuson-Museum Büdingen.

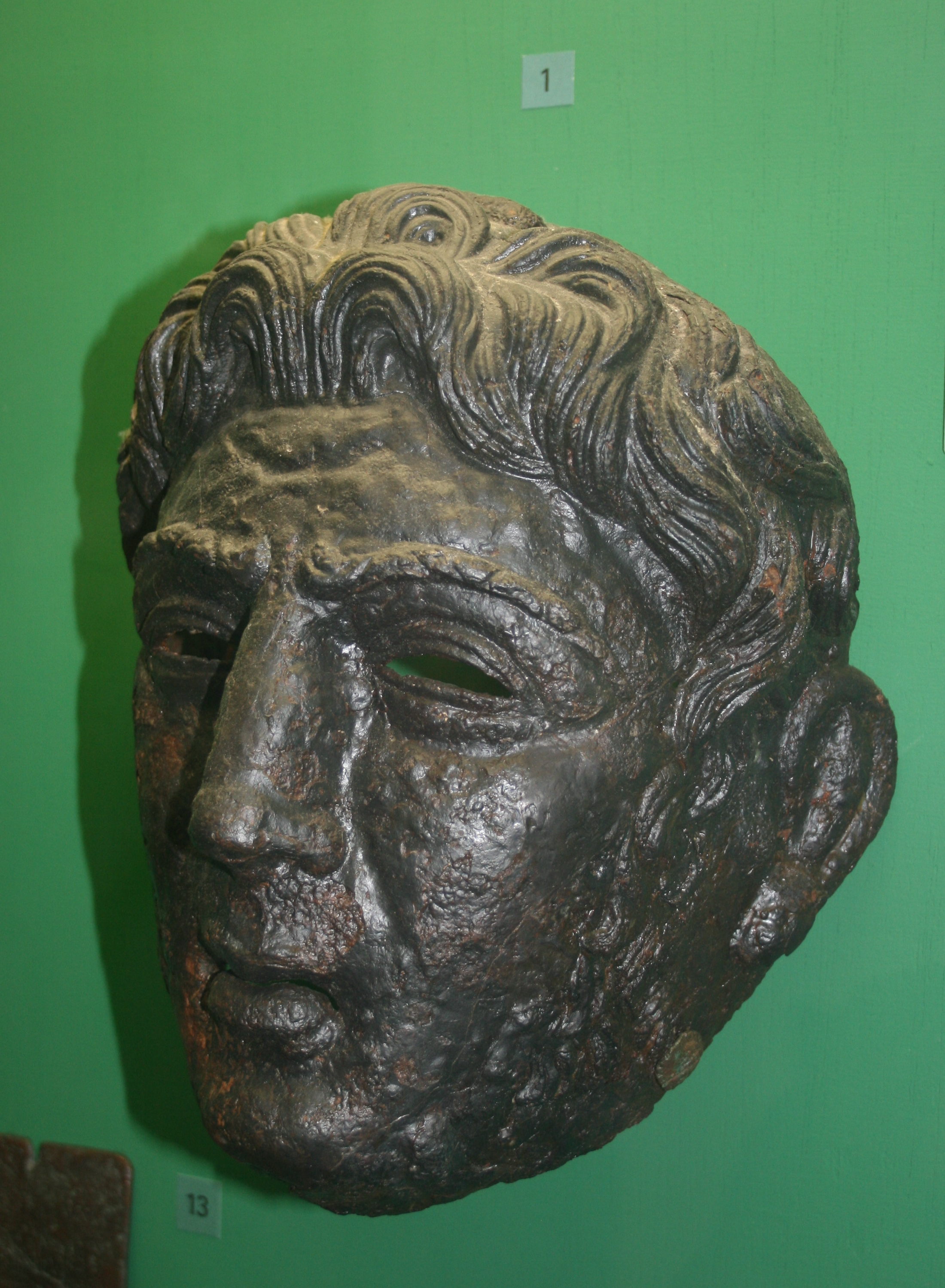
Gesichtsmaske vom Alexander-Typus, 2./frühes 3. Jahrhundert. Teil eines kavalleristischen römischen Maskenhelms, gefunden in der Retentura des Kastells, Saalburgmuseum Bad Homburg v. d. H.

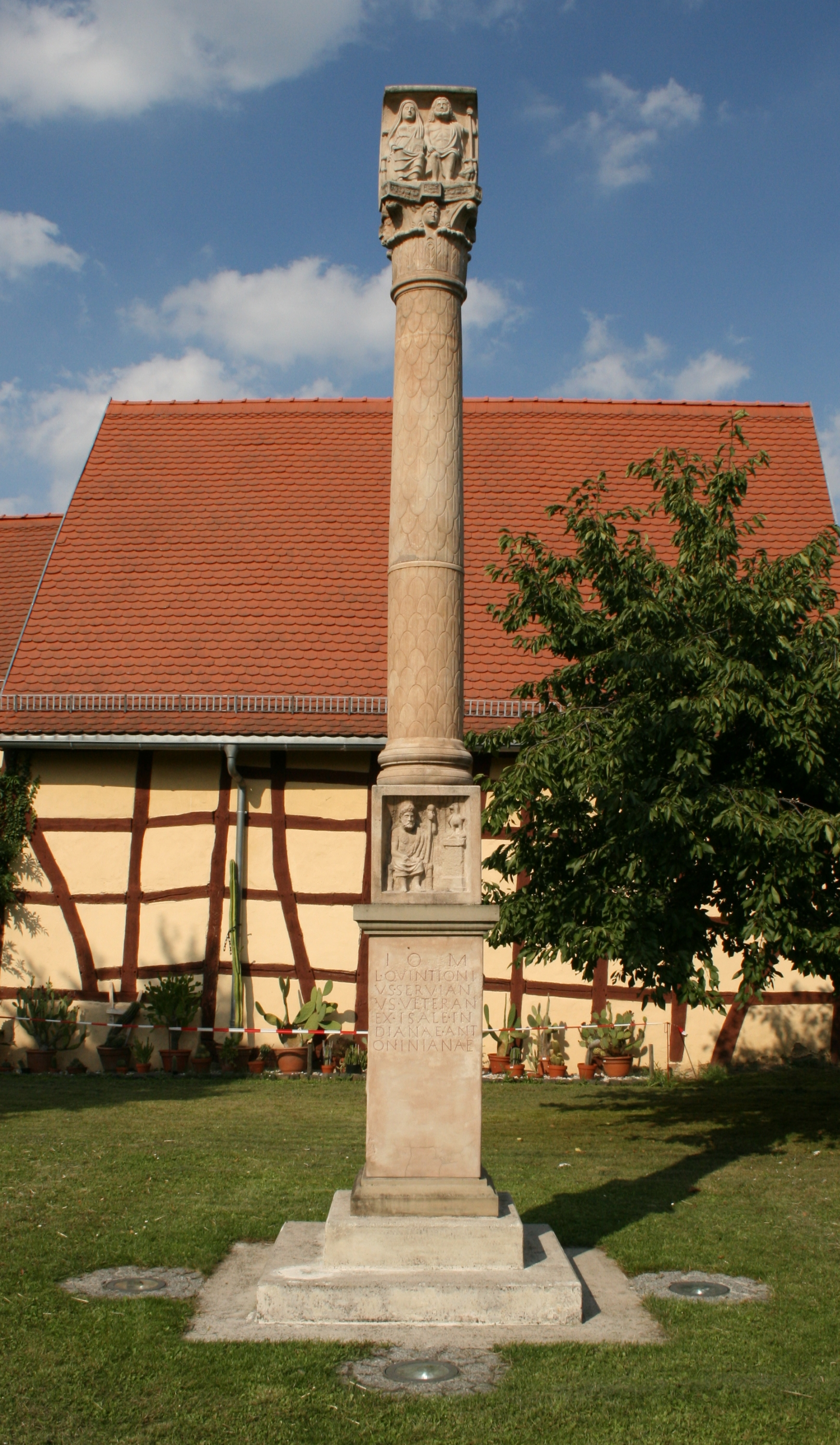
Rekonstruktion der Jupitersäule vor dem Museum

## Geschichte
Römische Truppen errichteten das Lager etwa um 90 n. Chr. in den letzten Regierungsjahren von Kaiser Domitian. Nach einer neueren Auswertung der Münzreihen erfolgte der erste Bau sogar erst um 110 n. Chr. Vermutungen über ein älteres Kohortenkastell aus den Chattenkriegen der älteren Forschung wurden später widerlegt. Unter Kaiser Hadrian wurde das anfängliche Holz-Erde-Kastell ausgebaut. Es erhielt eine steinerne Umwehrung und Principia (Kommandantur), die Mannschaftsunterkünfte blieben jedoch Fachwerkbauten.
Während die erste Hälfte des 2. Jahrhunderts eine sehr friedliche Zeit am Limes und im Hinterland war, gibt es aus der zweiten Hälfte Spuren der Zerstörung. Gelegentliche Zerstörungshorizonte dieser Zeit werden meist mit den Markomannenkriegen in Zusammenhang gebracht, die anscheinend auch im nördlichen Limesgebiet kleinere kriegerische Aktionen, möglicherweise durch die Chatten, mit sich brachten.
Eine Zerstörung des Kastells folgte mit dem Alamanneneinfall von 233. Die Anlage wurde wieder aufgebaut und bestand bis in die Zeit des Limesfalls um 260 n. Chr. Wenige Jahre danach siedelten sich Alamannen im näheren Umfeld des Kastells an, jedoch nicht zentral in den römischen Ruinen. Teile dieser Siedlung wurden nordöstlich des Kastells in der Flur „Mühlbach“ und südwestlich in der Flur „Heinrichswiese“ in mehreren Kampagnen, zuletzt 2008/2009, ergraben. Die dortige Besiedlung setzt bald nach dem Limesfall um 280 n. Chr. ein und gehört zu den sehr wenigen bekannten Siedlungsplätzen dieser Zeitstellung in der Region.

## Erforschung
Das Kastell wurde erst 1897 als eines der letzten Kastelle an der Wetteraulinie aufgefunden. Zuvor hatte der spätere Streckenkommissar der Reichs-Limeskommission (RLK), Friedrich Kofler, seit 1880 auf einer Fläche von 81 ha Spuren der römerzeitlichen Besiedlung gefunden. Grabungen des Saalburgmuseums unter Hans Schönberger und Dietwulf Baatz fanden 1958 und 1962–1965 statt. Die einzige größere Fläche im Lagerdorf (Vicus) wurde 1990 bis 1992 von der Kreisarchäologie des Wetteraukreises vor dem Südtor des Kastells ausgegraben. Es folgte 1996 noch eine Untersuchung rückwärtiger Bereiche der langgezogenen Streifenhäuser in einem Neubaugebiet in der Beundestraße. Die Funde der neueren Grabungen befinden sich entweder im Saalburgmuseum oder im lokalen Heimatmuseum Echzell.

## Anlage

### Kastell
Das Kastell hatte eine Grundfläche von 5,24 ha und gehörte damit zu den größten am Obergermanisch-Raetischen Limes. Es war nach Osten, auf den Limes zu ausgerichtet. Neben den acht Tor- und vier Ecktürmen besaß das Kastell in regelmäßigem Abstand acht Zwischentürme. Vier Zwischen- und Ecktürme konnten ergraben werden. Sie befanden sich wie der größere Teil der nachgewiesenen Umwehrung an der Nord- und Ostseite. Vor der Umwehrung konnte ein einzelner, etwa neun Meter breiter Spitzgraben nachgewiesen werden.
Das Stabsgebäude (Principia) war in der ersten Kastellperiode ein einfacher Pfostenbau und wurde später in Stein ausgebaut. In allen vier Kastellperioden besaß es eine Breite von 38 m. Die Vorhalle ist nur in Periode 3 vollständig bekannt, womit die Kommandantur eine Gesamtlänge von 63 m aufwies.
Bei den Ausgrabungen wurden insgesamt 14 hölzerne Mannschaftsunterkünfte entdeckt. Am Ende einer Mannschaftsbaracke, im Bereich der Offizierswohnung im Kopfbau, fand man eine Wandmalerei, die Szenen der griechisch-römischen Mythologie zeigt und in der Mitte des 2. nachchristlichen Jahrhunderts entstanden sein dürfte. Sie wurde mit Mörtelputz aufgetragen und bedeckte eine Fachwerkwand. Der Raum ist heute in den principia des Saalburgmuseums mitsamt den prächtigen Malereien rekonstruiert und gilt als eines der bedeutendsten Beispiele für römische Wandmalereien in den Nordwestprovinzen.

#### Periode 1
Periode 1 umfasst das erste Holzkastell mit einem Beginn um 90 n. Chr. Das Ende dieser Periode wird möglicherweise durch die Baufälligkeit der Holzbauten bedingt und kann nur grob datiert werden. Neben südgallischer enthalten die Befunde auch mittelgallische Terra Sigillata, weshalb es mit einiger Wahrscheinlichkeit an den Beginn der hadrianischen Zeit zu rechnen ist. In den Befunden der Periode 1 finden sich noch keine verlagerten Siedlungsschichten.

#### Periode 2
Mit einem Beginn in der Zeit Kaiser Hadrians reichte Periode 2 bis in die zweite Hälfte des 2. Jahrhunderts. Das Kastell erhielt eine steinerne Umwehrung. Vom Stabsgebäude war lediglich das Fahnenheiligtum in Stein ausgeführt. Das Ende der Periode kam durch einen Brand, wobei nicht gesagt werden kann, ob dieser mit kriegerischen Ereignissen zusammenhängt. Wenige Siedlungsgruben, die neben Brandschutt Teile von Waffen enthielten, lassen solche Schlüsse zu. In solchen Gruben in der Nähe des Fahnenheiligtums wurden Bruchstücke einer etwa lebensgroßen Bronzestatue entdeckt. Die Befunde der Periode 2 enthielten Scherben von Terra Sigillata-Tellern der Form Dragendorff 32. Deshalb ist das Ende der Periode mit hoher Wahrscheinlichkeit nach 160 n. Chr. anzusetzen.

#### Periode 3
Periode 3 reicht von der zweiten Hälfte des 2. Jahrhunderts bis um 233 n. Chr. Die principia wurden neu errichtet. Ein Teil des Gebäudes erhielt Trockenmauern, die wahrscheinlich als Auflagen für Fachwerkbauten dienten. Wie in Periode 2 war lediglich das Fahnenheiligtum mit einer gemörtelten Mauer versehen. Das Ende dieser Periode wurde wieder durch einen Brand herbeigeführt.

#### Periode 4
Die um 235 beginnende letzte Periode reichte bis zur Zeit des Limesfalls um 260 n. Chr. Nach dem Ende von Periode 3 wurde das Kastell bald wieder aufgebaut. Wieder wurden Teile der Kommandantur auf ungemörtelten Fundamenten aufgelegt. Die Mauern der Periode 4 enthielten Spolien der Kastellperiode 3, darunter besonders Teile einer Inschrift der Julia Mamaea. Die Inschrift dürfte sich in den principia der Periode 3 befunden haben und weist deshalb auf den Alamanneneinfall von 233 als Ursache für den Umbruch zwischen Periode 3 und 4 hin.

#### Besatzung
Das außergewöhnlich große Limeskastell hat vermutlich einer Ala und einer Kohorte von je 500 Mann als gemeinsames Lager gedient. Zu den hier stationierten Einheiten gibt es Einzelfunde, die noch keine klare Aussage zulassen. Ein neuerer Fund einer Jupitersäule (ähnlich einer Jupitergigantensäule, jedoch mit einem sitzenden Götterpaar statt einer Reitergruppe als Bekrönung) in einer nahe gelegenen Villa rustica nennt in ihrer Inschrift einen Veteranen der Ala I Indiana Gallorum. Es könnte sich um einen seltenen Beleg für die Ansiedlung eines Veteranen nahe seiner Einheit in einer Villa handeln.
Es liegen jedoch auch Ziegelstempel der Ala Moesica felix torquata vor. In Erwägung gezogen wurde auch die zuvor in Nida-Heddernheim stationierte Ala I Flavia Gemina sowie als Kohorte die Cohors XXX voluntariorum civium Romanorum. Von beiden Einheiten ist der genaue Standort innerhalb des obergermanischen Heeres unklar. Denkbar wäre auch ein Wechsel der Truppen.

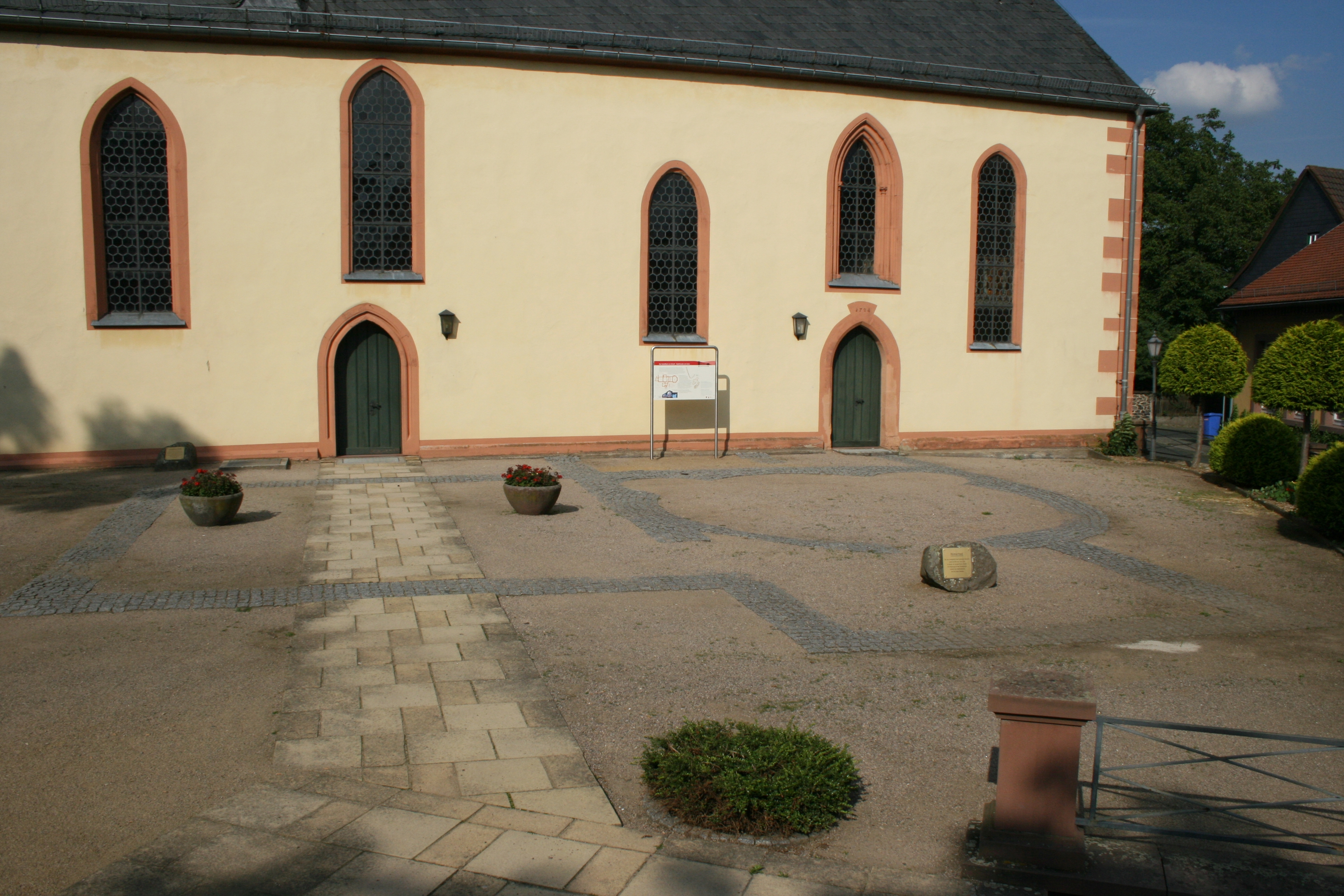
Im Pflaster vor der Kirche markiertes sudatorium des Kastellbades

### Kastellbad
Das Kastellbad wurde 1960 unter der evangelischen Pfarrkirche anlässlich einer Renovierung nach einem Brand entdeckt. Es war wesentlich größer als die heutige Kirche und gehört mit einer Länge von etwa 50 m zu den größten Kastellbädern am Limes. Die beiden Schwitzbäder (sudatoria) sind im Pflaster auf dem Platz vor der Kirche markiert. Die langgestreckte Hauptachse mit dem Umkleideraum (apodyterium), Kaltbad (frigidarium), Laubad (tepidarium) und Warmbad (caldarium) war in Reihenform angeordnet. Mit Ausnahme der aus dem Baukörper hervorspringenden Becken und weiterer Anbauten ruht die heutige Kirche fast deckungsgleich auf den römischen Fundamenten. Durch Funde von Ziegelstempeln kann die Erbauung des Badegebäudes näher eingegrenzt werden. Die gefundenen 69 Stempeltypen, vorwiegend der Legio XXII Primigenia und ihrer Ziegelei in Frankfurt-Nied zuzuordnen, sind Hinweis auf einen relativ frühen Bau. Die Zusammensetzung ist vergleichbar mit den Kastellbädern von Salisberg und Bendorf.

### Vicus
Bis zu den Grabungen 1990–92 waren vom Vicus nur geringe Teile bekannt. Kofler deutete ein größeres Gebäude im Lagerdorf mit Heizeinrichtungen irrtümlich als Kastellbad. Wahrscheinlich handelte es sich um eine mansio (Herberge). 1964 wurden etwa 120 m südlich des Kastells die Reste einer Töpferei gefunden. Hergestellt wurde grobe Gebrauchskeramik, die in der Forschung bisweilen als „Echzeller Ware“ bezeichnet wird. Allgemein wird im Vicus mit zahlreichen Gewerbebetrieben zu rechnen sein, die das Kastell und das Umland versorgten.
Größere Erkenntnisse über den Vicus sind erst mit den Grabungen der 1990er Jahre gewonnen worden. Er erstreckte sich vor allem entlang der südlichen Ausfallstraße des Kastells auf mindestens 350 m. Während die Ausdehnung des Lagerdorfes nur durch Geländebegehungen und Baugrubenbeobachtungen bestimmt werden konnte, liegen aus dem nördlich nahe dem Kastell und der parallel verlaufenden Straße Grabungsschnitte vor. Wie in Kastelldörfern der Region üblich, befanden sich dort Streifenhäuser. Sie wiesen eine Länge von etwa 33,5 m bei Breiten zwischen 11 und 8,5 m auf.
Nach dem Alamanneneinfall im 3. Jahrhundert ist ein deutlicher Rückgang der Besiedlung feststellbar. Von fünf untersuchten Parzellen lässt sich nur noch für das sogenannte Bäckerhaus eine provisorische Herrichtung feststellen.

### Römische Straßen

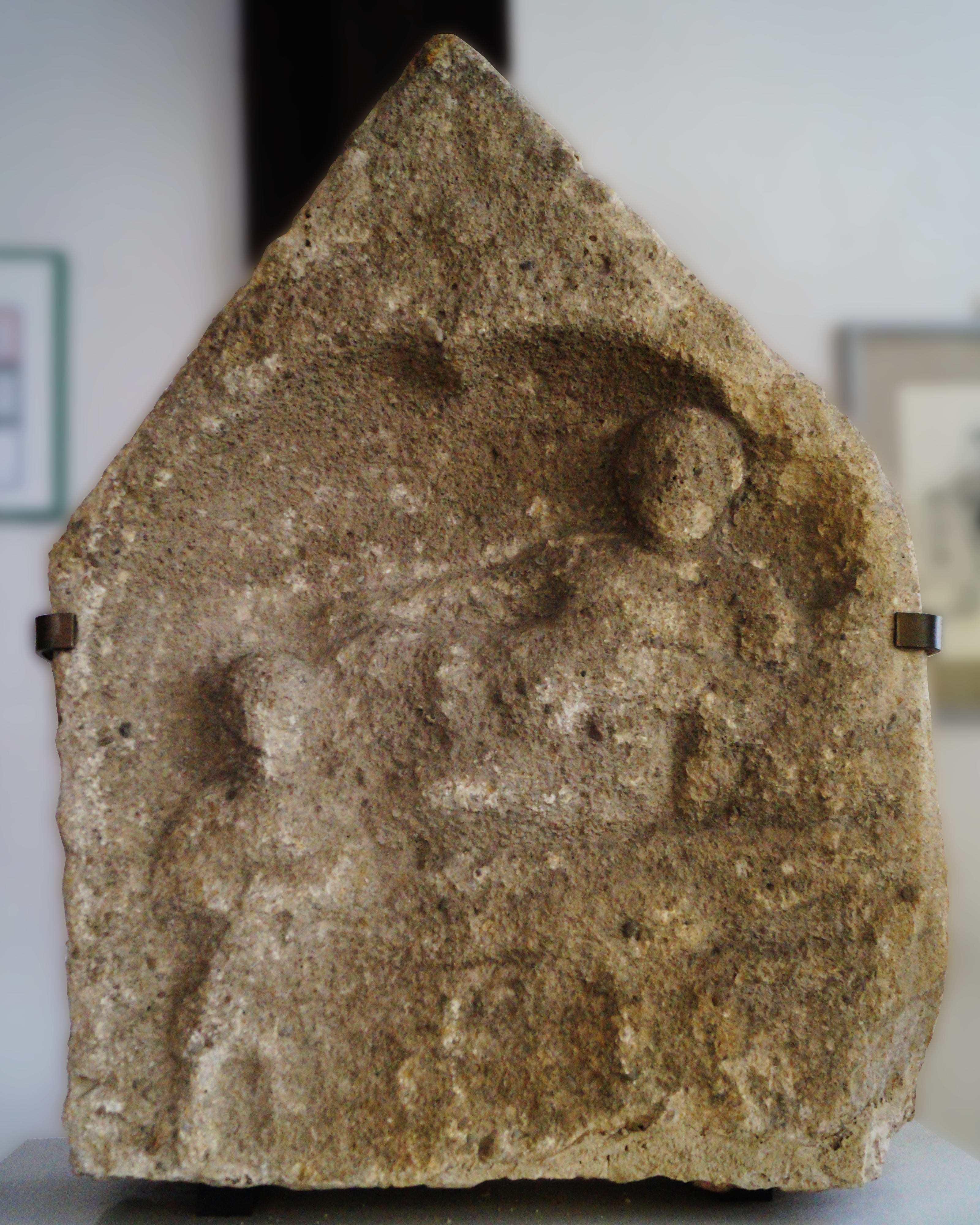
Römischer Grabstein mit Reliefdarstellung eines Totenmahls, Fundort Echzell-Gettenau

Das Kastell war an das gut ausgebaute römische Straßennetz der Wetterau angebunden. Wahrscheinlich war hier kein wichtiger Übergang über den Limes, da sich östlich das dichte Waldgebiet des Vogelsberges befand. Die hier stationierte Reitereinheit sicherte die westlich anschließende Ebene. Ein auffälliges Dreieck von Römerstraßen verband die Kastellorte Echzell, Friedberg und Arnsburg. Große Teile dieser Straße sind noch sichtbar oder werden weiterhin als schnurgerade Verkehrswege genutzt.
Zwei weitere Straßen verbanden das Kastell mit den Nachbarkastellen im Norden und Süden. An der nach Süden zum Kastell Ober-Florstadt führenden Straße befand sich nahe der Ortschaft Gettenau ein Gräberfeld. Von dort stammt der Fund eines Grabsteins mit Darstellung eines Totenmahls. Der Stein befindet sich heute im Museum Büdingen.

## Denkmalschutz und Fundverbleib
Das Kastell Echzell und die erwähnten Anlagen sind als Abschnitt des Obergermanisch-Raetischen Limes seit 2005 Teil des UNESCO-Welterbes. Außerdem ist es ein Bodendenkmal im Sinne des Hessischen Denkmalschutzgesetzes. Nachforschungen und gezieltes Sammeln von Funden sind genehmigungspflichtig, Zufallsfunde an die Denkmalbehörden zu melden.
Funde aus dem Kastell und dem Vicus werden im Heimatmuseum Echzell ausgestellt, wenige ältere Funde befinden sich im Museum Büdingen. Die Funde aus den Grabungen der Mitte des 20. Jahrhunderts gelangten in den Bestand des Saalburgmuseums.